# Anii 500
Secole: Secolul al V-lea - Secolul al VI-lea - Secolul al VII-lea
Decenii: Anii 450 Anii 460 Anii 470 Anii 480 Anii 490 - Anii 500 - Anii 510 Anii 520 Anii 530 Anii 540 Anii 550
Ani: 500 | 501 | 502 | 503 | 504 | 505 | 506 | 507 | 508 | 509